# Del Rio (Califòrnia)
Del Rio és una població dels Estats Units a l'estat de Califòrnia. Segons el cens del 2000 tenia 1.168 habitants.

## Demografia
Segons el cens del 2000, Del Rio tenia 1.168 habitants, 407 habitatges, i 361 famílies. La densitat de població era de 308,9 habitants per km².
Dels 407 habitatges en un 35,9% hi vivien nens de menys de 18 anys, en un 80,8% hi vivien parelles casades, en un 5,2% dones solteres, i en un 11,3% no eren unitats familiars. En el 9,6% dels habitatges hi vivien persones soles el 6,4% de les quals corresponia a persones de 65 anys o més que vivien soles. El nombre mitjà de persones vivint en cada habitatge era de 2,87 i el nombre mitjà de persones que vivien en cada família era de 3,04.
Per edats la població es repartia de la següent manera: un 26,1% tenia menys de 18 anys, un 4,9% entre 18 i 24, un 19,2% entre 25 i 44, un 33,8% de 45 a 60 i un 16% 65 anys o més.
L'edat mediana era de 45 anys. Per cada 100 dones de 18 o més anys hi havia 92,6 homes.
La renda mediana per habitatge era de 108.285 $ i la renda mediana per família de 134.354 $. Els homes tenien una renda mediana de 0 $ mentre que les dones 31.100 $. La renda per capita de la població era de 60.837 $. Entorn del 2,7% de les famílies i el 3% de la població estaven per davall del llindar de pobresa.

## Poblacions més properes
El següent diagrama mostra les poblacions més properes.